# Garbiñe Muguruzaová
Garbiñe Muguruzaová (celým jménem Garbiñe Muguruza Blanco, * 8. října 1993 Caracas) je bývalá španělská tenistka s venezuelskými kořeny. Na profesionálních okruzích se pohybovala v letech 2011–2023. Poslední turnaj odehrála na únorovém Lyon Open 2023. Kariéru ukončila ve 30 letech v dubnu 2024.
Mezi zářím a říjnem 2017 byla čtyři týdny světovou jedničkou ve dvouhře, jakožto druhá Španělka po Sánchezové Vicariové a celkově dvacátá čtvrtá od zavedení klasifikace v roce 1975. Jako dvojnásobná vítězka grandslamu ve dvouhře představovala jedinou hráčku na okruhu, která porazila obě sestry, Venus a Serenu Williamsovy, ve finále grandslamových turnajů. Na okruhu WTA Tour vyhrála deset turnajů ve dvouhře a pět ve čtyřhře. V rámci okruhu ITF získala sedm titulů ve dvouhře a jeden ve čtyřhře.
Debutové finále na grandslamu si zahrála ve Wimbledonu 2015, v němž nestačila na Serenu Williamsovou. Bodový zisk z londýnské trávy ji poprvé v kariéře posunul do elitní světové desítky. Porážku americké světové jedničce oplatila v závěrečném duelu antukového Roland Garros 2016. Pařížskou trofejí se po Petře Kvitové stala druhou šampionkou grandslamu narozenou v 90. letech dvacátého století. Po turnaji poprvé vystoupala na 2. příčku žebříčku. Druhý grandslamový titul si odvezla z Wimbledonu 2017 po výhře nad 37letou Američankou Venus Williamsovou.
Na žebříčku WTA byla ve dvouhře nejvýše klasifikována v září 2017 na 1. místě a ve čtyřhře pak v únoru 2016 na 10. místě. Od sezóny 2020 do dubna 2023 ji podruhé trénovala wimbledonská šampionka Conchita Martínezová.
Ve španělském fedcupovém týmu debutovala v roce 2015 únorovým čtvrtfinálem 2. světové skupiny proti Rumunsku, v němž vyhrála obě dvouhry nad Beguovou i Halepovou, ale v páru s Medinaovou Garriguesovou odešly poraženy v rozhodující čtyřhře. Španělky tak prohrály 2:3 na zápasy. Posledním zápasem stala vítězná světová baráž 2019 proti Belgii. V soutěži nastoupila k šesti mezistátním utkáním s bilancí 9–3 ve dvouhře a 1–1 ve čtyřhře.
Španělsko reprezentovala na Letních olympijských hrách 2016 v Riu de Janeiru, kde v ženské dvouhře startovala jako třetí nasazená. Ve třetím kole nestačila na pozdější portorickou vítězku Mónicu Puigovou, která jí dovolila uhrát jen dva gamy. S Carlou Suárezovou Navarrovou hrály v ženské čtyřhře z pozice turnajových čtyřek. Soutěž opustily po čtvrtfinálové prohře od pozdějších zlatých medailistek Jekatěriny Makarovové s Jelenou Vesninovou.
Ženská tenisová asociace ji vyhlásila hráčkou roku za rok 2017.

## Tenisová kariéra

### 2012: Začátek v profesionálním tenisu
Na Sony Ericsson Open se poprvé objevila v hlavní soutěži turnaje WTA Tour, když obdržela divokou kartu. Ve druhém kole přešla přes světovou devítku Věru Zvonarevovou a následně zdolala také bývalou desátou hráčku Italku Flaviu Pennettaovou. V osmifinále skončila na raketě pozdější vítězky turnaje Polky Agnieszky Radwańské.
Debut v hlavní soutěži grandslamového turnaje zaznamenala na US Open, kde v úvodním kole podlehla italské turnajové desítce Saře Erraniové ve třech setech.

### 2014: První singlový titul na WTA Tour

#### Úvodní část a antuková sezóna
Sezónu otevřela čtvrtfinálovou účastí na ASB Classic, kde ji zastavila pozdější finalistka Venus Williamsová. Následující týden si připsala premiérový titul na okruhu WTA Tour z dvouhry, když ve finále ostrovního Hobart International zdolala ve dvou setech Kláru Zakopalovou.

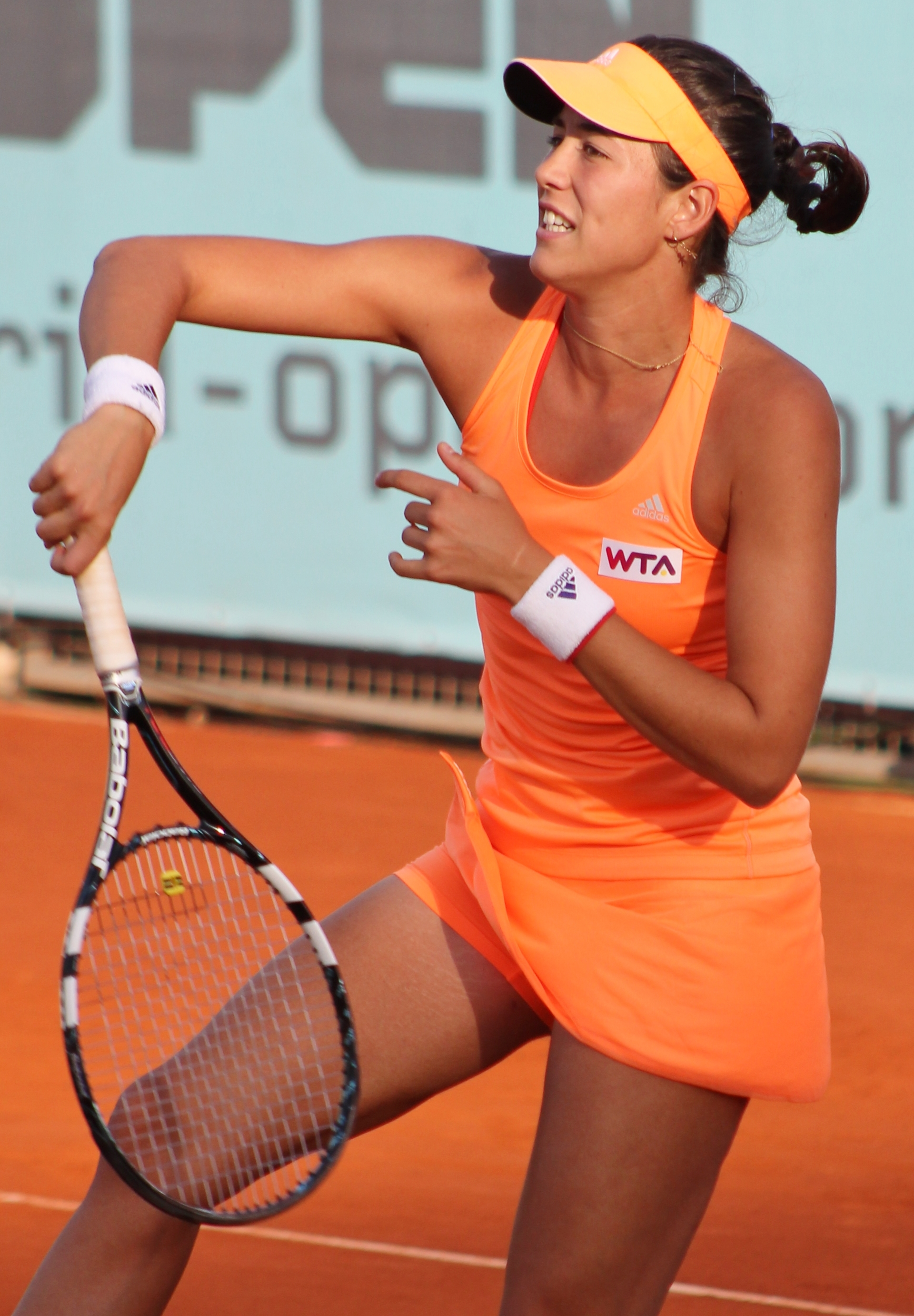
Během Mutua Madrid Open

Na Australian Open dokázal dohnat ztrátu setu v utkání s bývalou světovou jedničkou a desátou nasazenou Caroline Wozniackou. Poprvé v kariéře se probojovala do osmifinále grandslamu, v němž nestačila na favorizovanou turnajovou pětku Agnieszku Radwańskou.
Po třísetové prohře od japonské veteránky Kimiko Dateové Krummové v úvodním kole PTT Pattaya Open, přišlo zlepšení formy na únorovém Brasil Tennis Cupu. Podruhé prošla do boje o titul, v němž ji oplatila čerstvou finálovou porážku Zakopalová. V zápase prohospodařila výhodu setu a vedení 5–2 na gamy ve druhém dějství. Na březnových událostech Premier Mandatory, a to Indian Wells Masters a Miami Masters, dohrála vždy ve druhém kole.
Po vyřazení v úvodní fázi mexického Monterrey Open dosáhla semifinále na marockém Grand Prix SAR La Princesse Lalla Meryem. Ve dvou setech skončila na raketě krajanky Maríe Teresy Torrové Florové. Přesto si odvezla z Maroka trofej, když se Švýcarkou Rominou Oprandiovou vyhrály deblovou soutěž po finálovém vítězství nad dvojicí Katarzyna Piterová a Maryna Zanevská. Druhé kolo se pro ni znamenalo vyřazení na Mutua Madrid Open, v němž ji zastavila Australanka Samantha Stosurová. Lepší výkon předvedla opět v madridské čtyřhře, kde se po boku Carly Suarezové Navarrové probojovala do prvního finále v úrovni Premier Mandatory. V boji o titul však prohrály s prvním světovým párem, tvořeným Italkami Erraniovou a Vinciovou.
Ve druhém kole Internazionali BNL d'Italia ji vyřadila Francesca Schiavoneová. Navazující French Open znamenal překvapivé vítězství nad světovou jedničkou a obhájkyní titulu Serenou Williamsovou, která jí ve druhém kole dokázala odebrat pouze čtyři gamy. Ve čtvrtfinále však Španělce cestu pavoukem přerušila pozdější vítězka Maria Šarapovová po třísetovém průběhu. Semifinále si zahrála v ženské čtyřhře Roland Garros, opět se Suarezovou Navarrovou, kde je zastavily turnajové jedničky Pcheng Šuaj a Sie Šu-wej. Bodový zisk znamenal nová kariérní maxima na žebříčku. Ve dvouhře figurovala na 27. místě a ve čtyřhře pak na 36. příčce.

#### Travnatá část a americké betony

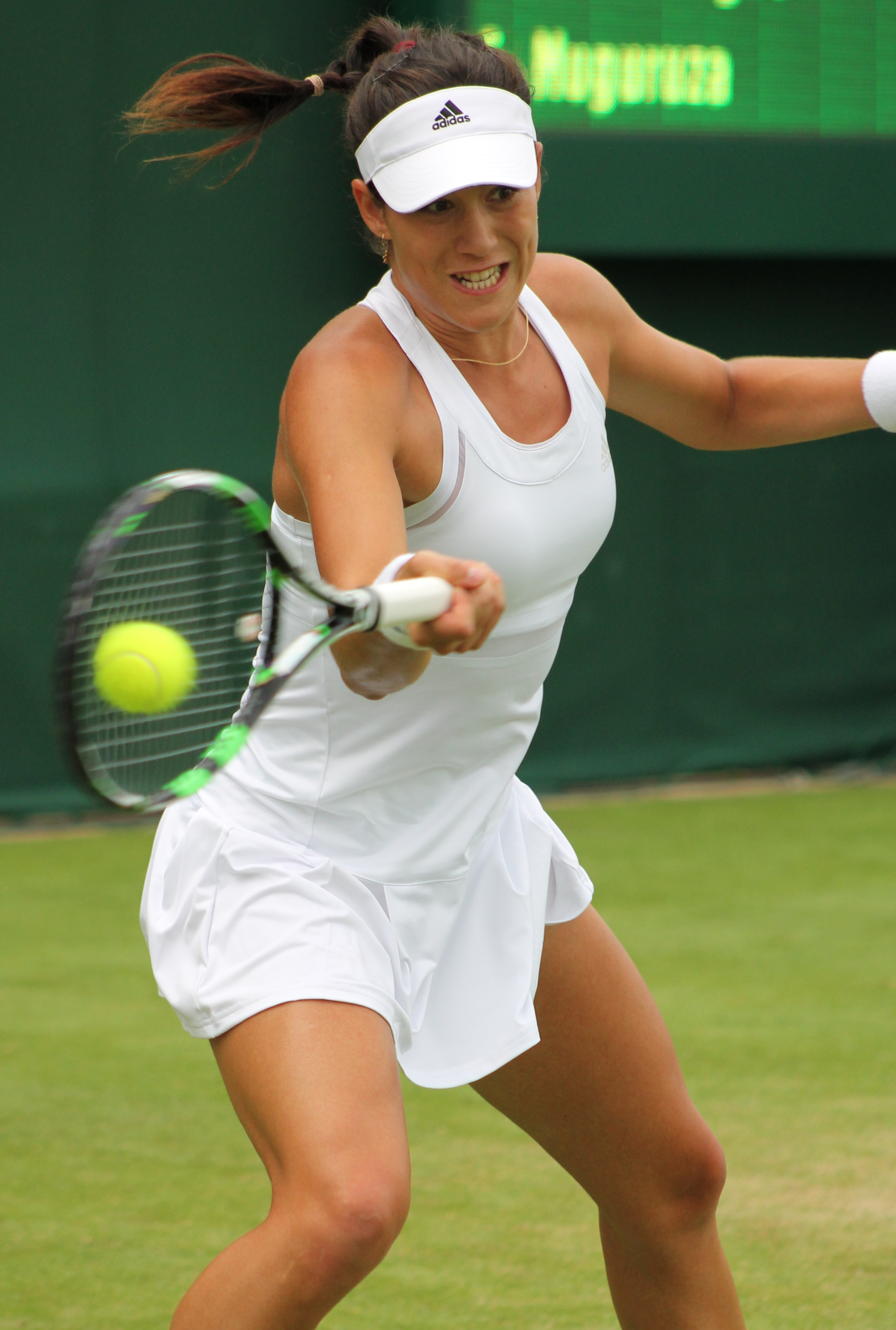
Forhend ve Wimbledonu

Na travnatém Topshelf Open ji ve čtvrtfinále zdolala americká kvalifikantka Coco Vandewegheová, přestože v úvodní sadě vedla poměrem gamů 5–2. Do londýnského Wimbledonu vstupovala jako dvacátá sedmá nasazená, ovšem v otevíracím utkání podruhé v řadě nestačila na Vandewegheovou, tentokrát ve třech sadách. Ve wimbledonském deblu hrála se Suárezovou Navarrovou z pozice turnajových šestnáctek. V úvodních dvou kolech přehrály páry Ajla Tomljanovićová a Christina McHaleová, respektive Monica Niculescuová a Klára Koukalová, aby ve třetí fázi skončily na raketách Petkovicové s Rybárikovou.
Letní severoamerickou US Open Series rozehrála na stanfordském Bank of The West Classic, na kterém vyřadila obhájkyni trofeje Dominiku Cibulkovou i nenasazenou Danielu Hantuchovou. Ve čtvrtfinále však nenašla recept na třetí nasazenou Němku Angelique Kerberovou. Titul si však se Suárezovou Navarrovou odvezly ze čtyřhry, v níž hrály v roli turnajových trojek. Ve finále zdolaly dvojici Paula Kaniová a Kateřina Siniaková. Po vítězství nad kanadskou kvalifikantkou Stéphanií Duboisovou v prvním kole Rogers Cupu, podlehla favorizované Šarapovové. Na cincinnatském Western & Southern Open prohrála první zápas s německou kvalifikantkou Annikou Beckovou. V deblové soutěži vypadly se Suárezovou Navarrovou mezi poslední osmičkou dvojic, když nestačily na pár Kimiko Dateová a Andrea Hlaváčková. Na Connecticut Open nejdříve zdolala sedmou nasazenou Saru Erraniovou, poté si poradila s čínskou kvalifikantkou Pcheng Šuaj, aby ve čtvrtfinále skončila na raketě nenasazené Camily Giorgiové.
V roli dvacáté páté nasazené přijížděla na US Open. V úvodním duelu její cestu pavoukem ukončila kvalifikantka Mirjana Lučićová Baroniová po dvousetovém průběhu. Se stabilní spoluhráčkou Suarezovou Navarrovou došly v ženské čtyřhře do třetího kola, kde byly nad jejich síly sestry Serena a Venus Williamsovy.

#### Asijská část a Turnaj šampionek
Podzimní část sezóny načala na tokijském Toray Pan Pacific Open výhrami nad Anastasií Pavljučenkovovou, čtvrtou nasazenou Jelenou Jankovićovou a Australankou Casey Dellacquovou. Ve třísetové semifinálové bitvě ji však porážku z ledna vrátila Caroline Wozniacká. V deblové části tokijské události došly se Suarezovou Navarrovou do finále, v němž je zastavila první nasazená dvojice Cara Blacková a Sania Mirzaová. Na premiérovém ročníku Wuhan Open na ni nestačily María Teresa Torrová Florová a světová dvojka Simona Halepová. Následně však byla přinucena odstoupit pro gastritidu. Navazující China Open představoval třísetovou prohru v úvodní fázi s Ruskou Jekatěrina Makarovovou.
Závěrečným turnajem roku se stal WTA Tournament of Champions v Sofii. V základní skupině zvítězila ve všech duelech nad Makarovovou, Pennettaovou i Alizé Cornetovou. V semifinále však nenašla recept na pozdější vítězku Andreu Petkovicovou.
Sezónu zakončila na 21. místě žebříčku dvouhry a 16. pozici čtyřhry.

### 2015: Finalistka Wimbledonu a světová trojka
Do sezóny vstupovala mimo elitní dvacítku žebříčku a průlomový rok kariéry završila na říjnovém Turnaji mistryň jako druhá nasazená a světová trojka.

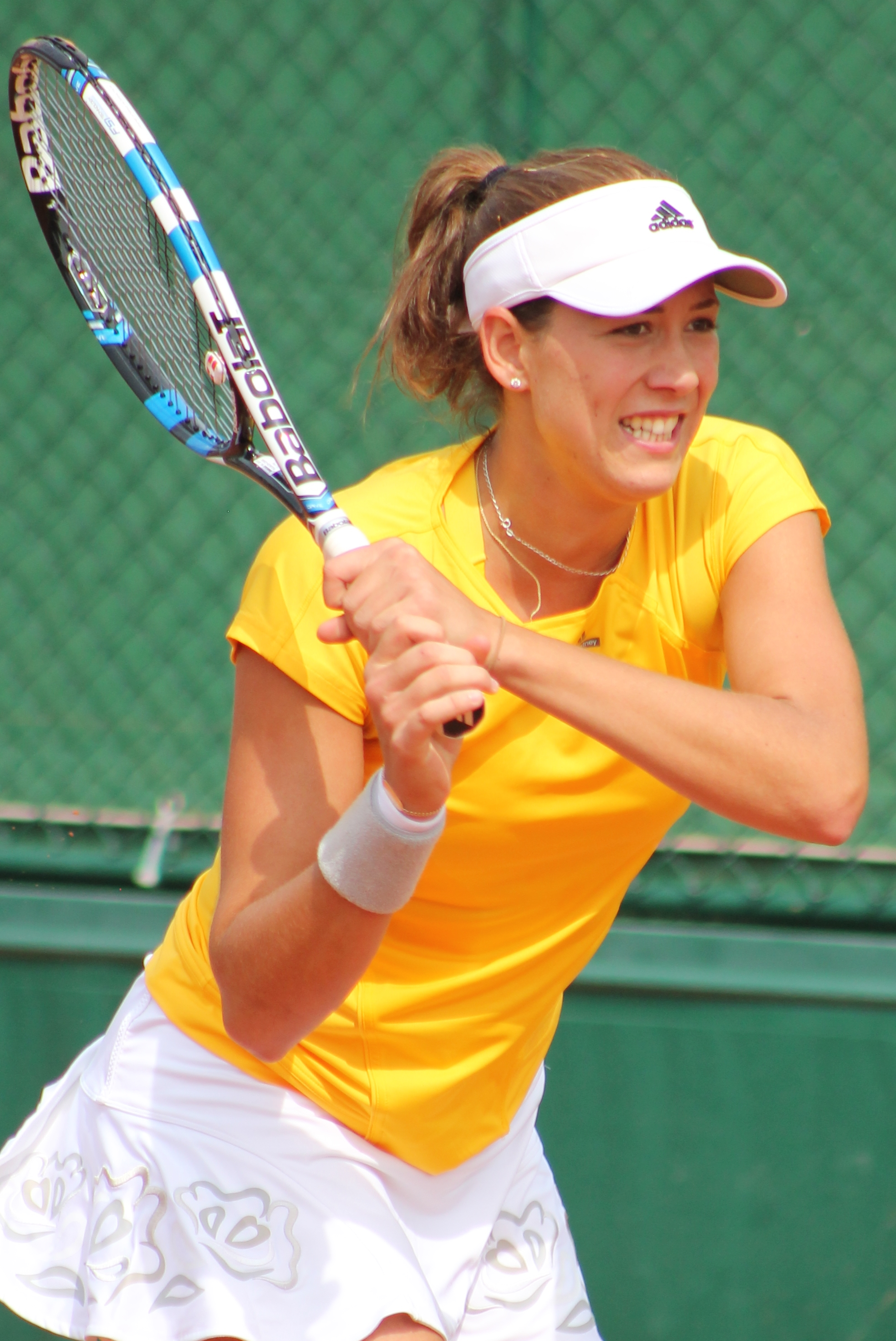
Bekhend na French Open 2015

Z lednového Brisbane International odstoupila pro zranění hlezna. Na Apia International Sydney ji ve čtvrtfinále přehrála Němka Angelique Kerberová. Osmifinálovou účastí se rozloučila s Australian Open, kde vypadla se světovou jedničkou Serenou Williamsovou. Debutový postup do semifinále turnaje kategorie Premier 5 dosáhla na Dubai Tennis Championships. V zápase však podlehla Češce Karolíně Plíškové. Následovala šňůra porážek až do French Open, na němž se podruhé probojovala do čtvrtfinále majoru. Nad její síly však byla další česká reprezentantka Lucie Šafářová. Travnatý Wimbledon znamenal první start v grandslamovém finále, v němž nenašla recept na favorizovanou Američanku Serenu Williamsovou.
Pokles formy přišel během letní části, když nezvládla své úvodní zápasy na torontském Rogers Cupu, stejně jako na Cincinnati Masters. Následkem toho v srpnu ukončila dlouhodobou spolupráci s trenérem Alejem Mancisidorem, jehož vystřídal Sam Sumyk. Newyorský US Open přinesl vyřazení ve druhém kole od britské tenistky Johanny Kontaové.
Kvalitnější výsledky se dostavily v asijské fázi roku, kde postoupila do finále Wuhan Open, v němž skrečovala bývalé světové jedničce Venus Williamsové pro poranění hlezna. Poté dosáhla na titul v nejkvalitněji hodnoceném turnaji své dosavadní kariéry, když ovládla pekingský China Open z kategorie Premier Mandatory. V závěrečném utkání zdolala jednu ze soupeřek o účast na Turnaji mistryň Timeu Bacsinszkou. Na WTA Finals 2015 přijela v roli druhé nasazené a světové trojky.

### 2016: Druhá španělská vítězka Roland Garros a světová dvojka
Sezónu rozehrála v roli druhé nasazené na Brisbane International, kde po volném losu na počátku druhé sady druhého kola skrečovala Varvaře Lepčenkové pro bolesti levé nohy způsobené zánětem fascie plosky. Na Australian Open skončily na její raketě Anett Kontaveitová a Kirsten Flipkensová, aby ji ve třetí fázi zastavila Češka Barbora Strýcová. Během února přispěla v Kraljevu dvěma výhrami nad Srbkami Ivanou Jorovićovou a Jelenou Jankovićovou k postupu Španělek z druhé světové skupiny Fed Cupu do baráže o účast ve světové skupině.

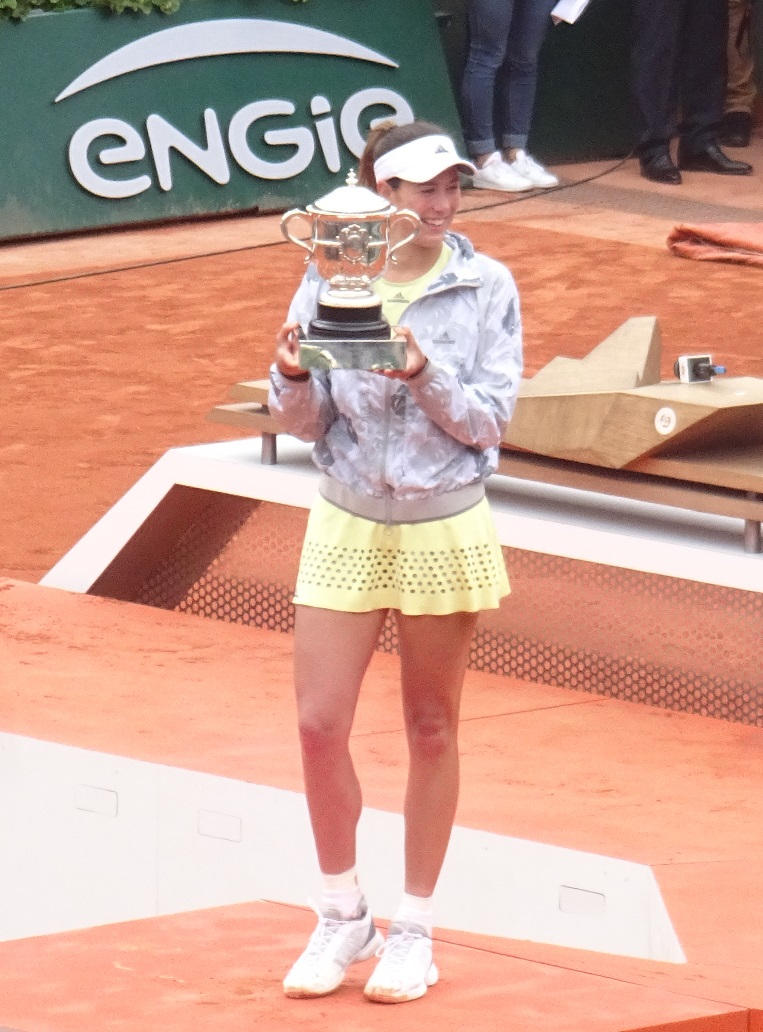
S pohárem Suzanne Lenglenové po vítězství na French Open 2016

Na arabském Dubai Tennis Championships jí po volném losu vyřadila pozdější semifinalistka Elina Svitolinová z Ukrajiny. Navazující Qatar Total Open v Dauhá znamenal, po výhrách nad Nao Hibinovou a Timeou Babosovou, čtvrtfinálovou porážku od Němky Andrey Petkovicové ve třech setech. Americkou túru zahájila povinnou účastí na březnovém BNP Paribas Open v Indian Wells, kde nezvládla zahajovací duel ve druhém kole proti Američance Christině McHaleové. Blízko vyřazení se ocitla také na Miami Open, kde ve svém úvodním zápase přehrála Dominiku Cibulkovou až 7–5 v rozhodující třetí sadě. Ve čtvrté fázi však prohrála oba tiebreaky proti Bělorusce Viktorii Azarenkové, která ovládla oba březnové americké turnaje.
Antukovou část roku odstartovala v polovině dubna lleidskou baráží světové skupiny proti Italkám. Podruhé v sezóně triumfovala v obou singlech, když si poradila s Francescou Schiavoneovou a v neděli s hráčkou elitní světové desítky Robertou Vinciovou. Španělsko postoupilo po výhře 4:0 na zápasy do nejvyšší etáže Fed Cupu 2017. Halový Porsche Tennis Grand Prix ve Stuttgartu přinesl opuštění antuky mezi poslední osmičkou hráček, když prohrála s Petrou Kvitovou. Již ve druhém kole pak dohrála na Mutua Madrid Open s Rumunkou Irinou-Camelií Beguovou. Do prvního semifinále v roce se probojovala na římském Internazionali BNL d'Italia, kde ji však zdolala Američanka Madison Keysová po dvousetovém průběhu.
Do druhého grandslamového a prvního pařížského finále postoupila jako světová čtyřka na French Open. V úvodu prvního kola prohrála sadu se Slovenkou Annou Karolínou Schmiedlovou, aby následně dokázala průběh duelu otočit. V další pětizápasové cestě do finále již neztratila žádný set, když na ni postupně nenašly recept Francouzka Myrtille Georgesová hrající na divokou kartu, Yanina Wickmayerová – oběma uštědřila kanára, bývalá vítězka Světlana Kuzněcovová, ve čtvrtfinále až 108. hráčka žebříčku Shelby Rogersová a v semifinále australská finalistka z roku 2010 Samantha Stosurová. V repríze wimbledonského finále z roku 2015 oplatila porážku 34leté světové jedničce Sereně Williamsové a po výhře 7–5, 6–4 za 1:43 hodiny vybojovala premiérový grandslamový titul kariéry. Po Arantxe Sánchezové Vicariové se stala druhou Španělkou, která Roland Garros vyhrála. Poměr vzájemných zápasů snížila na 2–3, když všech pět utkání dvojice odehrála na Grand Slamu. Muguruzaová se v žebříčku WTA poprvé posunula na 2. místo za Williamsovou a stala se tak po Sánchezové Vicariové první ženou z Iberského poloostrova na této pozici od roku 1996. Pohár převzala od tenisové legendy Billie Jean Kingové.

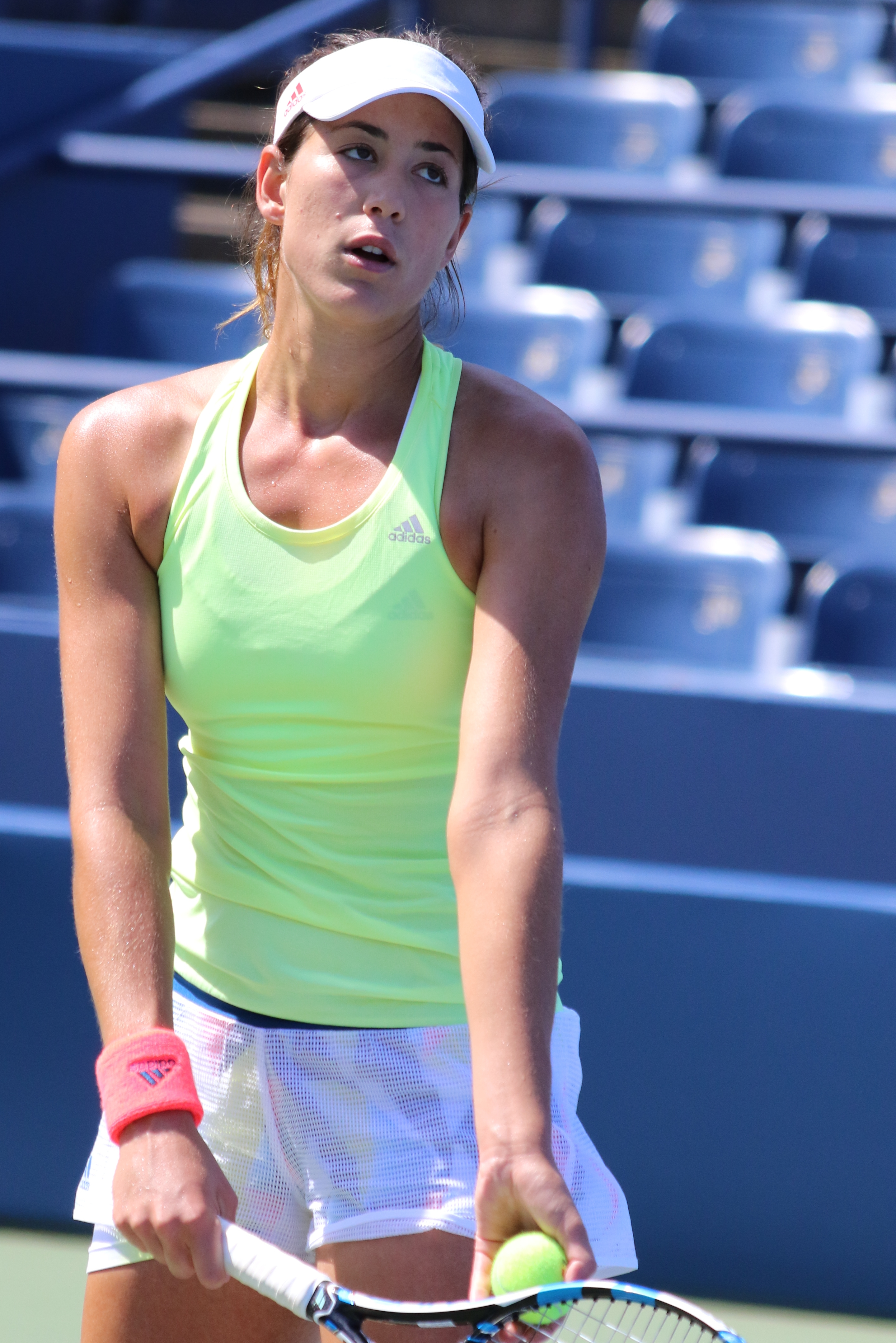
Podání během tréninku na US Open

Jedinou travnatou přípravou před londýnským majorem se stal premiérový ročník Mallorca Open. Jako turnajová jednička však na úvod podlehla belgické tenistce Kirsten Flipkensové po dvousetovém průběhu. Poprvé v roli druhé nasazené na grandslamu startovala ve Wimbledonu, kde si na úvod poradila s Italkou Camilou Giorgiovou ve třech sadách. Následně však za 58 minut překvapivě podlehla 124. hráčce žebříčku Janě Čepelové, která postoupila z kvalifikace. Slovenka, jež ztratila jen pět her, tak měla proti hráčkám elitní světové pětky po výhře aktivní poměr 3–2. Na olympijském turnaji startovala jako třetí nasazená. Po hladkých výhrách nad Rumunkou Andreeou Mituovou a Japonkou Nao Hibinovou dokázala ve třetím kole uhrát jen dva gamy na budoucí olympijskou šampionku Mónicu Puigovou z Portorika. Cincinnatský Western & Southern Open znamenal semifinálovou účast poté, co do této fáze prošla přes kvalifikantku 41. ženu žebříčku Tímeu Babosovou. V něm však nezvládla duel proti patnácté nasazené Češce Karolíně Plíškové, která jí dovolila uhrát jen čtyři hry. Po vítězství nad belgickou kvalifikantkou Elise Mertensovou v úvodu newyorského US Open skončila její pouť na raketě pozdější čtvrtfinalistky Anastasije Sevastovové z Lotyšska.
V podzimní asijské fázi roku odehrála čtyři turnaje a evropskou událost v Linci. Nejlepším výsledkem se stalo čtvrtfinále tokijského Toray Pan Pacific Open, kam přijížděla v roli nejvýše nasazené. V prvním kole vrátila čerstvou prohru Sevastovové, aby ji následně zastavila světová dvacítka Elina Svitolinová. Krátkou zastávku učinila na říjnovém Wuhan Open, kde nezvládla úvodní duel proti bývalé světové jedničce Jeleně Jankovićové. Na pekingském China Open ji osmifinálovou stopku vystavila jedenáctá hráčka klasifikace Petra Kvitová. Roli turnajové jedničky pak plnila na rakouském Generali Ladies Linz, jejž opustila po čtvrtfinálové porážce od Švýcarky Viktorije Golubicové. Podruhé v řadě se 14. října kvalifikovala jako šestá v pořadí na závěrečný Turnaj mistryň do Singapuru. V bílé skupině však neproměnila mečbol a vedení 5–2 na gamy v rozhodující sadě proti Karolíně Plíškové, aby jí nakonec podlehla. Porážka od Agnieszky Radwańské znamenala konec nadějí na postup do semifinále. Ve svém závěrečném duelu sezóny pak porazila vítězku skupiny Světlanu Kuzněcovovou, když po ztraceném úvodním setu Rusce dovolila uhrát jen jediný game.
Sezónu zakončila na 7. místě žebříčku WTA.

### 2017: Wimbledonská vítězka a světová jednička
Sezónu odstartovala na Brisbane International v roli čtvrté nasazené. Po třísetových výhrách nad Samanthou Stosurovou a Darjou Kasatkinovou prošla do čtvrtfinále, kde vyřadila Světlanu Kuzněcovovou. Pro zranění však skrečovala v úvodní sadě semifinále proti Francouzce Alizé Cornetové. Melbournský Australian Open znamenal vítězné duely s Novozélanďankou Marinou Erakovicovou, Američankou Samanthou Crawfordovou, Lotyškou Anastasijí Sevastovovou a také Rumunkou Soranou Cîrsteaovou. Poprvé v kariéře se na lednovém grandslamu probojovala do čtvrtfinále, v němž ji zastavila americká hráčka Coco Vandewegheová.
Jako světová sedmička plnila v první polovině února roli španělské jedničky ve čtvrtfinále světové skupiny Fed Cupu proti České republice. Úvodní dvouhru s Barborou Strýcovou vyhrála, aby v nedělním singlu uhrála jen čtyři gamy na Karolínu Plíškovou. Jednalo se o její první fedcupovou porážku z dvouhry vůbec. Španělky odešly poraženy 2:3 na zápasy.

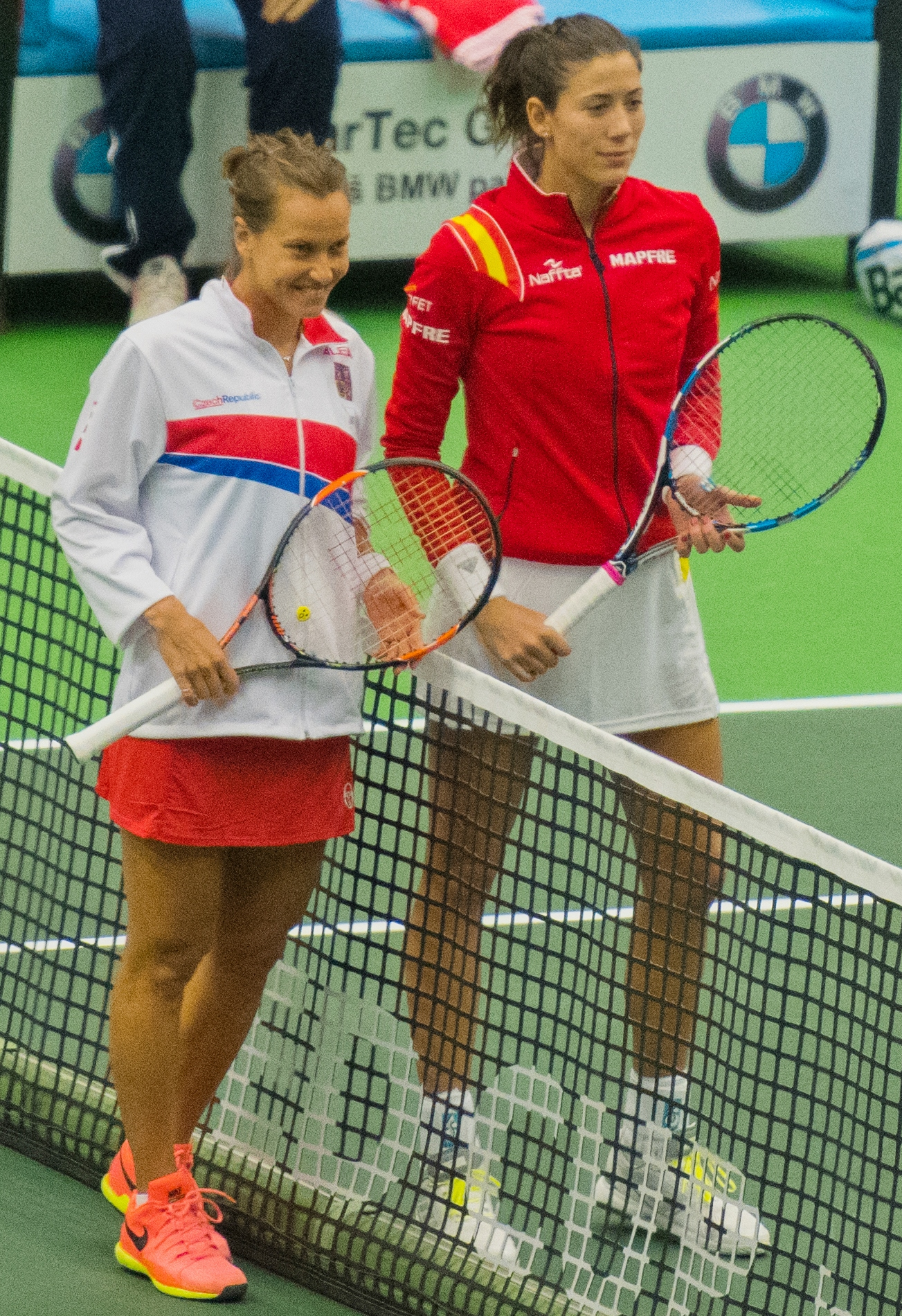
Barbora Strýcová a Garbiñe Muguruzaová v zápase světového čtvrtfinále Fed Cupu 2017, který Španělka vyhrála

Následně zamířila jako pátá nasazená na dauhaský Qatar Total Open, kde ji po vítězství nad Turkyní Çağlou Büyükakçayovou zastavila čínská tenistka Čang Šuaj po třísetovém průběhu. Další arabský turnaj, Dubai Tennis Championships, znamenal skreč v úvodním kole s Ukrajinkou Katerynou Bondarenkovou pro poranění levé Achillovy šlachy. Březnové americké akce rozehrála na BNP Paribas Open v Indian Wells, kde cestou do čtvrtfinále na její raketě zůstaly Kirsten Flipkensová, 17letá teenagerka Kayla Dayová a Elina Svitolinová. Mezi poslední osmičkou však nenašla recept na světovou trojku Karolínu Plíškovou po nezvládnutých tiebreacích. Navazující Miami Open přinesl další skreč, tentokrát v osmifinále proti Dánce Caroline Wozniacké, v důsledku rozvoje nemoci.
Do antukové části sezóny vstoupila vyřazeními v časné fázi turnajů. Úvodní kola nepřešla na halovém Porsche Tennis Grand Prix ve Stuttgartu ani na Mutua Madrid Open, když v prvním případě podlehla Estonce Anett Kontaveitové a ve druhém Maďarce Timea Bacsinszké. Zlepšení formy se dostavilo na římském Internazionali BNL d'Italia ve Foro Italico, na němž si zahrála semifinále. Pro poranění krku však skrečovala Elině Svitolinové v úvodní sadě. V roli obhájkyně trofeje zavítala na French Open, aby ji ve čtvrtém kole vyřadila francouzská jednička z první světové patnáctky Kristina Mladenovicová po třísetovém průběhu. Ztráta bodů znamenala vypadnutí z elitní desítky klasifikace.
V travnaté přípravě na londýnský grandslam postoupila do semifinále AEGON Classic v Birminghamu, když postupně zdolala ruskou hráčku Jelizavetu Kuličkovovou, Američanku Alison Riskeovou i její krajanku Coco Vandewegheovou, než byla zastavena australskou tenistkou Ashleigh Bartyovou. Rychlý konec jí na eastbournském AEGON International přivodila v úvodním duelu česká trojka Barbora Strýcová.

#### Druhá španělská wimbledonská šampionka
Na londýnském Wimbledonu startovala jako světová patnáctka a čtrnáctá nasazená. V úvodních třech kole na ni žádná ze soupeřek neuhrála více než šest gamů. Po výhrách nad Ruskou Jekatěrinou Alexandrovou, Belgičankou Yaninou Wickmayerovou a Rumunkou Soranou Cîrsteaovou, svedla vyrovnaný třísetový zápas se světovou jedničkou a obhájkyní finálové účasti Angelique Kerberovou, když dohnala ztrátu první sady. Němku tak připravila o možnost setrvat na čele světové klasifikace i po skončení grandslamu.
Po čtvrtfinálové výhře nad sedmou nasazenou Světlanou Kuzněcovovou si v semifinále hladce poradila s překvapením turnaje, Slovenkou Magdalénou Rybárikovou figurující na 87. místě žebříčku, která jí odebrala pouze dvě hry.
Ve finále, pod zataženou střechou centrálního dvorce, zvítězila za 77 minut nad desátou nasazenou Američankou a 37letou pětinásobnou šampionku Venus Williamsovou ve dvou setech, když v druhé sadě soupeřce uštědřila „kanára“. Stala se tak vůbec první tenistkou, která porazila obě sestry Williamsovy ve finále Grand Slamu. Jedinou španělskou vítězkou do té doby byla Conchita Martínezová z roku 1994, přítomná v loži hráčky jako její dočasná trenérka. Londýnským triumfem získala Španělka čtvrté turnajové vítězství na okruhu WTA Tour a proti Williamsové snížila pasivní poměr vzájemných utkání na 2–3. Zisk 2 000 bodů do žebříčku WTA znamenal návrat do elitní světové desítky, když se posunula z 15. na 5. příčku.

#### US Open Series: Titul ze Cincinnati a světová jednička ve dvouhře
Letní americkou sezónu v rámci US Open Series rozehrála stanfordským Bank of the West Classic, na němž v roli turnajové jedničky po volném losu vyřadila Kaylu Dayovou a Anu Konjuhovou, než ji v semifinále zastavila pozdější vítězka Madison Keysová. Po přesunu do Toronta otevřela jako turnajová čtyřka Rogers Cup vítězstvími nad Kirsten Flipkensovou i Ashleigh Bartyovou. Ve čtvrtfinále však nepřešla přes pátou nasazenou Ukrajinku Elinu Svitolinovou, jež získala trofej. Následoval cincinnatský Western & Southern Open, v jehož třetí fázi oplatila čerstvou porážku Keysové. Následně proti Světlaně Kuzněcovové rozhodla zápas ve svůj prospěch až v závěru třetí sady a v semifinále jí odebrala jen pět her světová jednička Karolína Plíšková. Češku tak porazila podruhé v kariéře a po šňůře šesti vzájemných proher, když proměnila pátý mečbol. Ve finále za 57 minut deklasovala turnajovou a světovou dvojku Rumunku Simonu Halepovou při ztrátě jediného gamu. Pátým singlovým titulem na okruhu WTA Tour nedovolila Halepové stát se novou světovou jedničkou a poprvé v kariéře získala více než jednu trofej v průběhu jediného roku.
Na US Open přijížděla jako třetí hráčka světa. V úvodních třech kolech předvedla dominantní výkony, když uštědřila Američance Varvaře Lepčenkové i Číňance Tuan Jing-jing po jednom „kanáru“. Ve třetí fázi pak hlavní favoritka na titul ze Španělska vyřadila, v repríze wimbledonského semifinále, Slovenku Magdalénu Rybárikovou, když jí při stejném výsledku opět dovolila uhrát jen dvě hry a poprvé postoupila do osmifinále Flushing Meadows. V něm však její cestu pavoukem zastavila třináctá nasazená Petra Kvitová, přestože Španělka vstoupila do utkání lépe a měla brejkbol na vedení 5–1. Ten však nevyužila a Češka se vrátila do první sady srovnáním na 4–4. Set poté mohla soupeřka doservírovat při vedení 6–5, ale ztracené podání si vzala zpět a rozhodl až tiebreak. V něm již dominovala Kvitová, která se ujala vedení i v první fázi druhé sady prolomením servisu. Muguruzaová se pokoušela ztracenou hru získat zpět, ale ani jeden ze tří nabídnutých brejkbolů v posledním gamu za stavu 3–5 nevyužila. I přes tuto porážku se vzhledem k čtvrtfinálové prohře úřadující světové jedničky Karolíny Plíškové po US Open stala v pořadí dvacátou čtvrtou světovou jedničkou s náskokem 65 bodů na druhou Simonu Halepovou.

### 2018: Boj o pozici jedničky a vypadnutí z první desítky
Nepřesvědčivými výkony zahájila sezóny v Austrálii, když na přípravných turnajích v Brisbane a Sydney v roli turnajové jedničky vyhrála dohromady pouze jeden zápas – na prvním podniku skrečovala zápas druhého kola a ve druhém nenastoupila ke čtvrtfinálovému utkání. Trápení vyvrcholilo na prvním grandslamu sezóny, kde ji ve druhém kole vyřadila Sie Šu-wej.
Zlepšení formy přenesly turnaje na Arabském poloostrově. Na Qatar Total Open postoupila po výhře nad sedmou hráčkou světa Garciaovou a odstoupení světové dvojky Halepové do prvního finále roku. V něm neudržela vedení proti turnajové šestnáctce Petře Kvitové a po třísetové souboji odešla z finále poražena. Navazují Dubai Tennis Championships znamenal další čtvrtfinálovou výhru na Garciovou a překvapivou porážku v semifinále Darji Kasatkinové, přestože měla v koncovce druhé sady celkem tři mečboly.

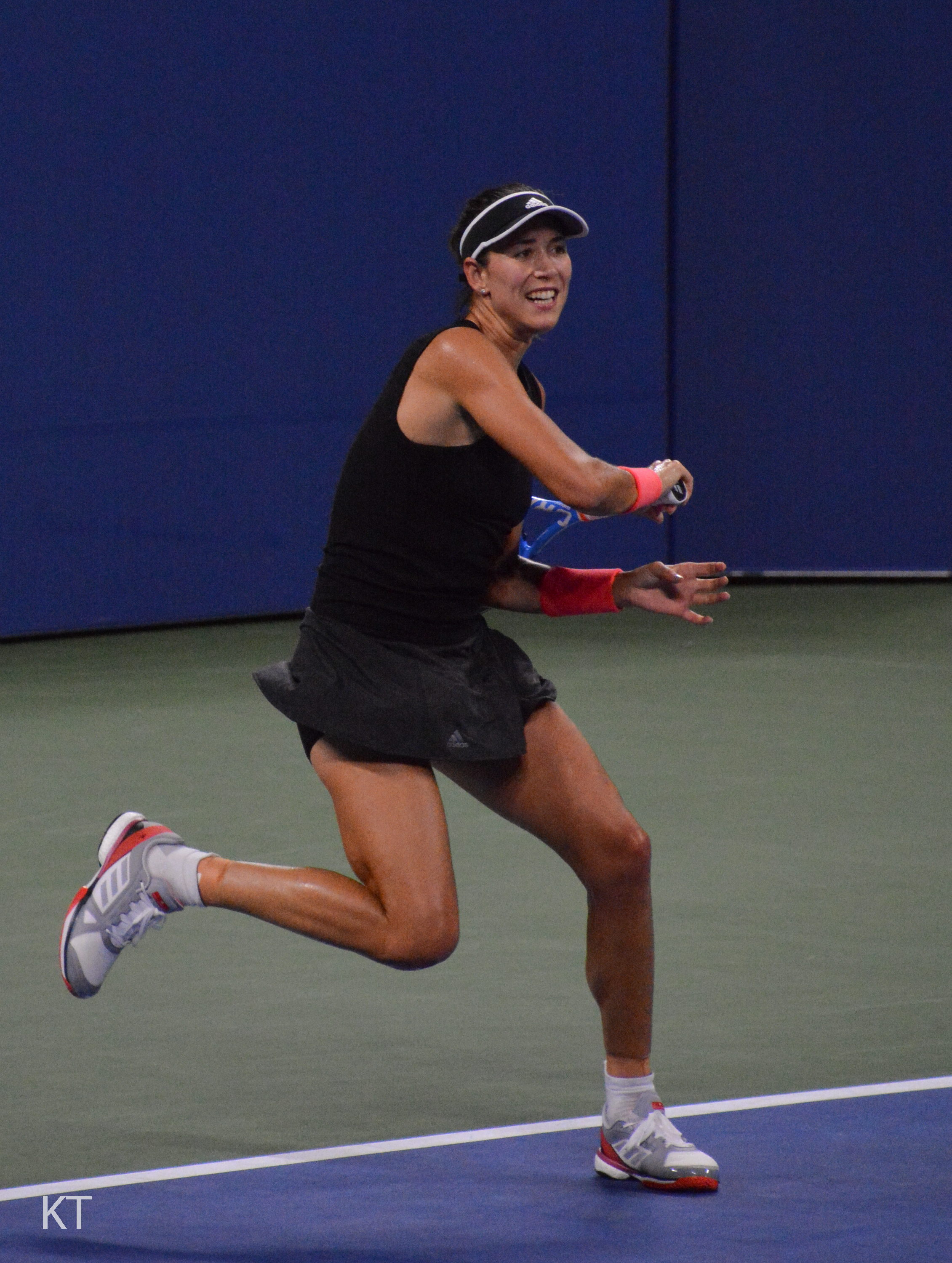
Na US Open během zápasu s Muchovou

Již po prvním zápase skončila na podniku v Indian Wells po prohře s kvalifikantkou Vickeryovou a v Miami ji ve čtvrtém kole zastavila pozdější vítězka Sloane Stephensová. Po turnaji pak propustila ze svého týmu trenérku Conchitu Martínezovou a jejím jediným trenérem se stal opět Sam Samyk. Jediný titul sezóny si odvezla z Monterrey Open spadající ho kategorie International.
Antukové jaro odstartovala dvěma výhrami v baráži druhé Světové skupiny proti Paraguayi, čímž odvrátila sestup španělského týmu do kontinentálních zón. Na přípravných turnajích dokázala vyhrát pouze dva zápasy, oba na domácím Mutua Madrid Open. V osmifinále podruhé v sezóně nestačila na Kasatkinovou. Ve Stuttgartu a Římě skončila po prvních zápasech na raketě dalších Rusek Pavljučenkovové, respektive Gavrilovovou, proti které nevyužila nadějné vedení 4–0 ve třetím setu a dva mečboly. Na grandslamové French Open přijížděla jako turnajová trojka a jedna z hlavní adeptek tak posun do čela žebříčku. Bez zisku setu na ni postupně nestačily Kuzněcovová, Ferrová, Stosurová, Curenková a Šarapovová. Semifinálový souboj s Halepovou byl zároveň i přímý boj o pozici světové jedničky, ze kterého Muguruzaová odešla poražena se ziskem pouze pěti gamů.
Jako obhájkyně prvenství skončila ve Wimbledonu již ve druhém kole, když ji zdolala Belgičanka Alison Van Uytvancková. Jednalo se o nejčasnější vyřazení obhájkyně titulu od roku 1994. Kvůli zranění paže vynechala většinu amerického léta.Jediným letním turnajem na tvrdém povrchu, do kterého zasáhl, bylo Western & Southern Open, kde taktéž obhajovala titul, ale ztroskotala již na první soupeřce Curenkové. Ztráta 900 bodů znamenala, že v novém vydání žebříčku opustila elitní světovou desítku. Nedostatek herní praxe se projevil na neoblíbeném US Open, kde ve druhém kole podlehla až 202. hráčce klasifikace Karolíně Muchové.
Na asijské turnaje návrat do formy nezaznamenala. Ve Wu-chanu dohrála ve třetím kole, kde byla nad její síly česká kvalifikantka Kateřina Siniaková, a na China Open u ve druhém kole Aryna Sabalenková. Nejlépe si vedla na Hong Kong Tennis Open, kde dokázala po třech výhrách dojít do semifinále, v něm nestačila na Wang Čchiang.
Jako světová sedmnáctka se kvalifikovala na Elite Trophy. Ze své Kaméliové skupina postoupila jako neporažená, aby ji v semifinále deklasovala domácí Wang Čchiang. V konečné klasifikaci jí patřilo 18. místo.

### 2019: Pokles formy
Sezónu poprvé zahájila na Hopman Cupu. Ve dvouhře dokázala zvítězit pouze v jednom zápase, když porazila na závěr skupiny Alizé Cornetovou. Po boku Davida Ferrera dokázala pro Španělsko získat pouze jedno mezistátní vítězství, právě proti Francii, ale po porážce s domácí Austrálií a Německem nepostoupili ze skupiny. Do čtvrtého kola dokázala dojít na Australian Open. Jako osmnáctá nasazená přehrála Čeng Saj-saj, po tříhodinovém boji Johannu Kontaovou a Timeu Bacsinszkou, aby ji v osmifinále zastavila turnajová sedmička Karolína Plíšková.
V Indian Wells postoupila po skreči Sereny Williamsové a výhře nad sedmou hráčkou světa Kiki Bertensovou podruhé do čtvrtfinále. V něm utrpěla debakl, když dokázala uhrát pouze jednu hru na Kanaďanku a pozdější šampiónku turnaje Biancu Andreescuovou. Na Miami Open dohrála již v prvním kole. Po roční pauze získala další turnajový triumf, když vůbec poprvé v kariéře obhájila vítězství. V Monterrey jí finálové utkání skrečovala Běloruska Viktoria Azarenková.
Do třetího kola postoupila na Internazionali BNL d'Italia, kde však nedohrála utkání proti Azarenkové. Do osmifinále postoupila na French Open po vítězství nad světovou devítkou Elinou Svitolinovou ve třetím kole. Ve souboji o čtvrtfinále ji porazila Sloane Stephensová. Ve zbytku sezóny zvítězila pouze v jednom ze sedmi zápasů, a to proti Pcheng Šuaj na Wuhan Open. V prvních kolech dohrála mimo jiné i ve Wimbledonu, kde jí přehrála brazilská kvalifikantka Beatriz Haddad Maiová, i US Open, kde nestačila na Alison Riskeovou.

### 2020: Finalistka Australian Open
Od konce roku 2019 se její hlavní trenérku stala Španělka Conchita Martínezová, se kterou spolupracovala již během vítězného Wimbledonu 2017. Zlepšenou formou se prezentovala hned na úvod sezóny 2019, když v Šen-čenu postoupila do semifinále, kde ji porazila Ruska Jekatěrina Alexandrovová, a na Hobart International do čtvrtfinále, než před utkáním s Kuděrmetovovou odstoupila.

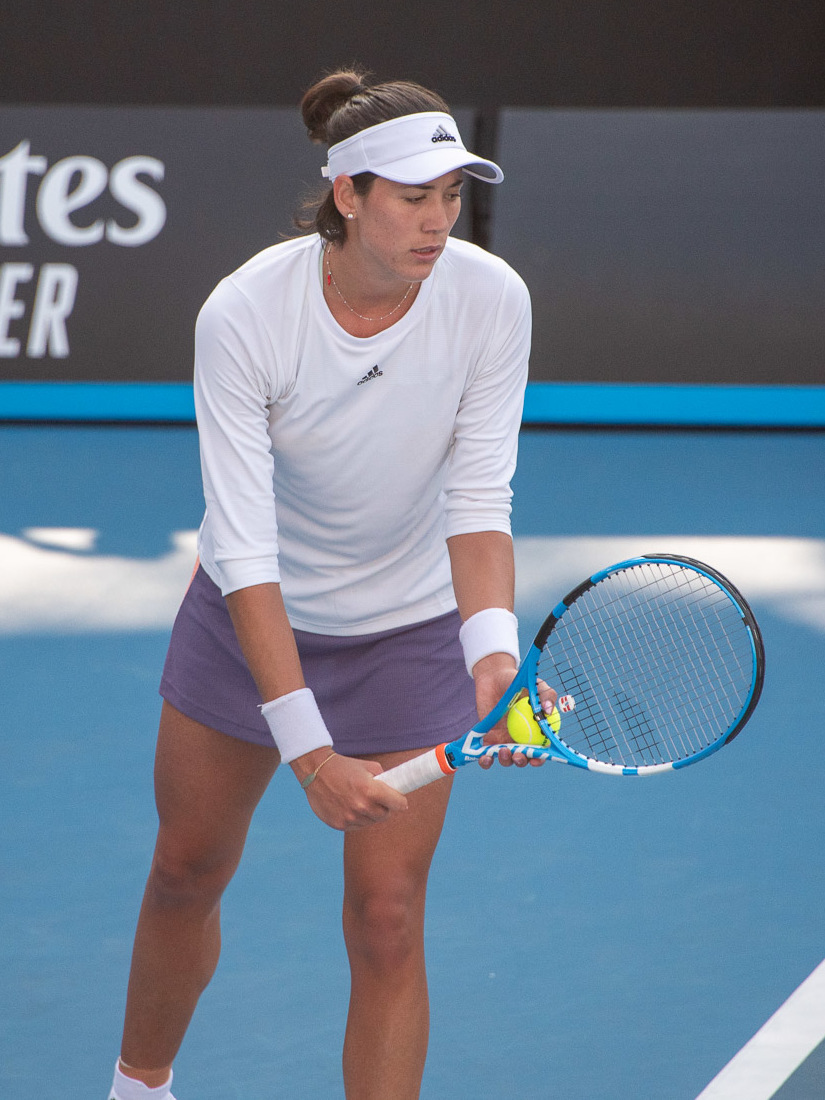
Servis na Australian Open 2020, kde postoupila do čtvrtého finále majoru

Na Australian Open hrála poprvé od French Open 2014 na grandslamu jako nenasazená. Hned první odehraný set prohrála poměrem 0–6 proti americké kvalifikantce Rogersové, ale utkání otočila, když následně ztratila už jen jednu hru. Ve třetím kole deklasovala ukrajinskou světovou pětkou Elinou Svitolinovou za 68 minut, když ztratila jenom tři hry. V osmifinále zdolala nizozemskou světovou desítku Kiki Bertensovou a ve čtvrtfinále Rusku Anastasiji Pavljučenkovovou. Poprvé od French Open 2018 a premiérově v Melbourne postoupila do semifinále. V něm porazila i třetí hráčku světa Simonu Halepovou po vyrovnaném dvousetovém průběhu a postoupila do čtvrtého finále majoru a prvního na tvrdém povrchu. V něm ji porazila americká světová patnáctka Sofia Keninová, přestože vyhrála první sadu a ve třetím dějství měla za stavu her 2–2 tři brejkboly v řadě. Bodový zisk ji posunul na 16. příčku.
Na finále Australian Open navázala dvěma čtvrtfinálovým účastmi na Dubai Tennis Championships a Qatar Total Open, než byla tenisová sezóna pro začínající pandemii onemocnění covid-19 přerušena. Zrušeny nebo odloženy byly všechny antukové a travnaté turnaje, včetně finále Fed Cupu, Wimbledonu nebo letní olympiády. Po tuto dobu byl i „zmrazen“ žebříček WTA, na kterém Kvitová k 9. březnu figurovala na 16. místě. Po srpnovém obnovením se představila na US Open, na kterém dohrála ve druhém kole na raketě Cvetany Pironkovové vracející se na okruh po mateřské pauze, kvůli níž nefigurovala na žebříčku WTA.
Během netradiční podzimní antukové části sezóny postoupila do semifinále Internazionali BNL d'Italia, kde jí porazila Halepová. Na French Open postoupila do třetího kola, kde byla nad její síly Danielle Collinsová.

### 2021: Titul z Turnaje mistryň a návrat do top 3
Sezónu otevřela jediným lednovým turnajem hraným Abú Zabí, kde ji ve třetím kole vyřadila Řekyně Maria Sakkariová. Po přesunu do Austrálie se zúčastnila nově zařazeného Yarra Valley Classic, hraného jako poslední příprava před australským grandslamem v Melbourne Parku. Postupně porazila Alison Van Uytvanckovou, Anastasiji Pavljučenkovovou, světovou čtyřku Sofii Keninovou a Markétu Vondroušovou, když dohromady ztratila pouhých deset her. Ve finálovém utkání nestačila na světovou jedničku Ashleigh Bartyovou. Navazující Australian Open přineslo tři suverénní výhry nad Ruskami Gasparjanovou a Samsonovovou a Kazaškou Dijasovou. Ve čtvrtém kole se utkala s japonskou pozdější vítězkou turnaje Naomi Ósakaovou proti které v rozhodující sadě odvrátila vedla 5–3 a za stavu 40:15 měla mečboly, aby následně prohrála čtyři gamy v řadě.
Formu si přivezla i na turnaje hrané na Arabském poloostrově. Na Qatar Total Open vyřadila ve druhém kole obhájkyni titulu Arynu Sabalenkovou a oplatila lednovou porážku Sakkariové, aby v repríze katarského finále z roku 2018 znovu podlehla Kvitové. Na turnaji kategorie WTA 1000 v Dubaji jako devátá nasazená přehrála Polku Świątekovou, po týdnu opět Sabalenkovou a v semifinále Elise Mertensovou, aby postoupila do třetího finále z posledních čtyř turnajů. V něm porazila nenasazenou Češku z druhé padesátky hodnocení Barboru Krejčíkovou ve dvou setech, přestože v závěru toho prvního musela odvracet setbol. Získala tak osmý singlový titul v kariéře, ale první od dubna 2019, kdy ovládla Monterrey Open, a největší od více než tři roky starého vítězství na Western & Southern Open 2017. Vítěznou sérii prodloužila na Miami Open o další dva zápasy, než v osmifinále nestačila na pozdější finalistku Biancu Andreescuovou.
Antukové jaro zahájila na zelené antuce v Charlestonu, kde skrečovala zápas třetího kola za stavu 6–0 a 2–2 proti Julii Putincevovou kvůli zranění levého lýtka, kvůli kterému absentovala i na domácím Madrid Open. V Římě nestačila ve třetím kole na Svitolinovou. Antukovém trápení vyvrcholilo na French Open, kde ji už v prvním kole vyřadila 18letá Marta Kosťuková. Travnatý Wimbledon přinesla vyřazení ve třetím kole od Ons Džabúrovou. Přesto s dalším vydání žebříčku WTA vrátila mezi deset nejlepších tenistek, kde předtím naposledy byla v srpnu 2018.
Z Western & Southern Open ji ve třetím kole vyřadila světová desítka Barbora Krejčíková ve třech setech. Na US Open teprve podruhé v kariéře přešla druhé kolo newyorského majoru. Ve třetím kole přehrála obhájkyni finálové účasti Viktorii Azarenkovou ve třech setech a navázala tak nad osmifinálovou účast z roku 2017. Podobně jako v Cincinnati nestačila na Krejčíkovou, tentokrát ve dvou setech. Česká tenistka vedla už 6–3 a 4–0, než Španělka získala pět her v řadě a propracovala se při podání Češky ke třem setbolům, jež nedokázala využít. Ve zkrácené hře pak bylo lepší Krejčíková. Pouhé tři výhry jí stačily k tomu, aby ovládla říjnová Chicago Fall Tennis Classic. Po volném losu v prvním kole porazila Liovou, ve třetím kole k zápasu nenastoupila Azarenkové, ve čtvrtfinále vyřadila kvalifikantku až ze třetí stovky žebříčku Hontamovou a v před semifinálovým zápasem odstoupila Vondroušová. Ve finále oplatila porážku z Wimbledonu Džabúrovové, když od stavu 3–6 a 2–3 získala deset her v řadě.
23. října získala odhlášením Bartyové jistotu startu na Turnaji mistryň, kam se kvalifikovala poprvé od roku 2017 a celkem počtvrté v kariéře, čímž plnila roli druhé nejzkušenější tenistky po Plíškové. Právě s Karolínou Plíškovou prohrála těsný třísetový zápas na úvod základní skupiny, když o vítězce rozhodl až tiebreak třetího setu. Poté oplatila porážky z amerických betonů světové trojce Krejčíkové a následně ukončila 12zápasovou šňůru neporazitelnosti Anett Kontaveitové, aby si zajistila postup do semifinále. V něm jasně přehrála krajanku Paulu Badosovou a ve finále podruhé během čtyř dní porazila Kontaveitovou. Získala tak desátou singlovou trofej a stala se vůbec první španělskou šampionkou Turnaje mistryň, když překonala finálovou účast Arantxy Sánchezové Vicariové z roku 1993. Již postupem do finále si zajistila návrat na 3. místo světové hodnocení, kdy byla naposledy klasifikována v červenci 2018.

### 2022–2024: Herní propad, pauza a konec kariéry
Na úvod sezóny 2022 postoupila po volném losu a jedné výhře do čtvrtfinále Sydney Tennis Classic, kde ji porazila Darja Kasatkinová. Na Australian Open dohrála již ve druhém kole, když nestačila na 31letou francouzskou hráčku Alizé Cornetovou. Největší čtvrtfinále roku zaznamenala v Dauhá, kde v boji o postup do semifinále nestačila na Jeļenu Ostapenkovou. Během antukového jara nedokázala na žádném turnaji vyhrát více než jedno utkání, přičemž z French Open byla vyřazena již na úvod, když ji vyřadila Estonka Kaia Kanepiová. Jediný vítězný travnatý zápas zaznamenala v Eastbourne proti Magdaleně Fręchové. Ve Wimbledonu utrpěla debakl v prvním kole s Greet Minnenovou, když uhrála pouze čtyři hry. První šňůry výher od února se dočkala až na posledním grandslamu roku US Open, do kterého vstupovala stále jako hráčka první světové desítky. Ve dvou setech porazila 19letou Claru Tausonovou a 17letou Lindu Fruhvirtovou, než ji ve třetím kole porazila Petra Kvitová. Španělka v rozhodujícím setu vedla již 5–2 a později za stavu 6–5 měla při podání Kvitové dva mečboly, Češka nakonec ovládla zkrácenou hru hranou do deseti bodů, když za stavu 11:10 využila svůj čtvrtý mečbol. Na tokijském Toray Pan Pacific Open ji po volném losu v prvním kole vyřadila ve čtvrtfinále Ljudmila Samsonovová. Ročník zakončila skrečí v prvním kole v San Diegu. Přestože ještě během podzimu figurovala v první dvacítky, po odečtení 1 375 bodů bodů na Turnaj mistryň, na který se nekvalifikovala, propadla mimo poprvé od roku 2013 mimo elitní světovou padesátku hodnocení.
Bez výhry opustila letní australskou sezónu 2023, když utržila časné porážky na prvním i druhém adelaidském turnaji a navazujícím Australian Open. Posledním zápasem kariéry se stala prohra v prvním kole únorového Lyon Open 2023 s Lindou Noskovou. Následně oznámila pauzu od tenisu, původně pouze na arabské turnaje, aby ji prodloužila o část ročníku na antuce i na trávě. Na okruh se již nevrátila. Ve 30 letech pak na madridské tiskové konferenci, konané 20. dubna 2024, oznámila ukončení profesionální kariéry. V jejím průběhu dosáhla singlové bilance 449–238 (65,4 %) a k datu ukončení představovala třináctou nejvýdělečnější tenistku historie, výdělkem 24 813 379 dolarů. V době odchodu z aktivního tenisu byla jmenována ambasadorkou světových sportovních cen Laureus.

## Působení po konci kariéry
V červnu 2024 byla jmenována ředitelkou Turnaje mistryň, který se v dané sezóně přesunul do saúdskoarabské metropole Rijádu. Stala se tak první bývalou profesionální tenistkou v čele organizačního týmu závěrečné akce sezóny, kterou vyhrála v roce 2021.

## Soukromý život

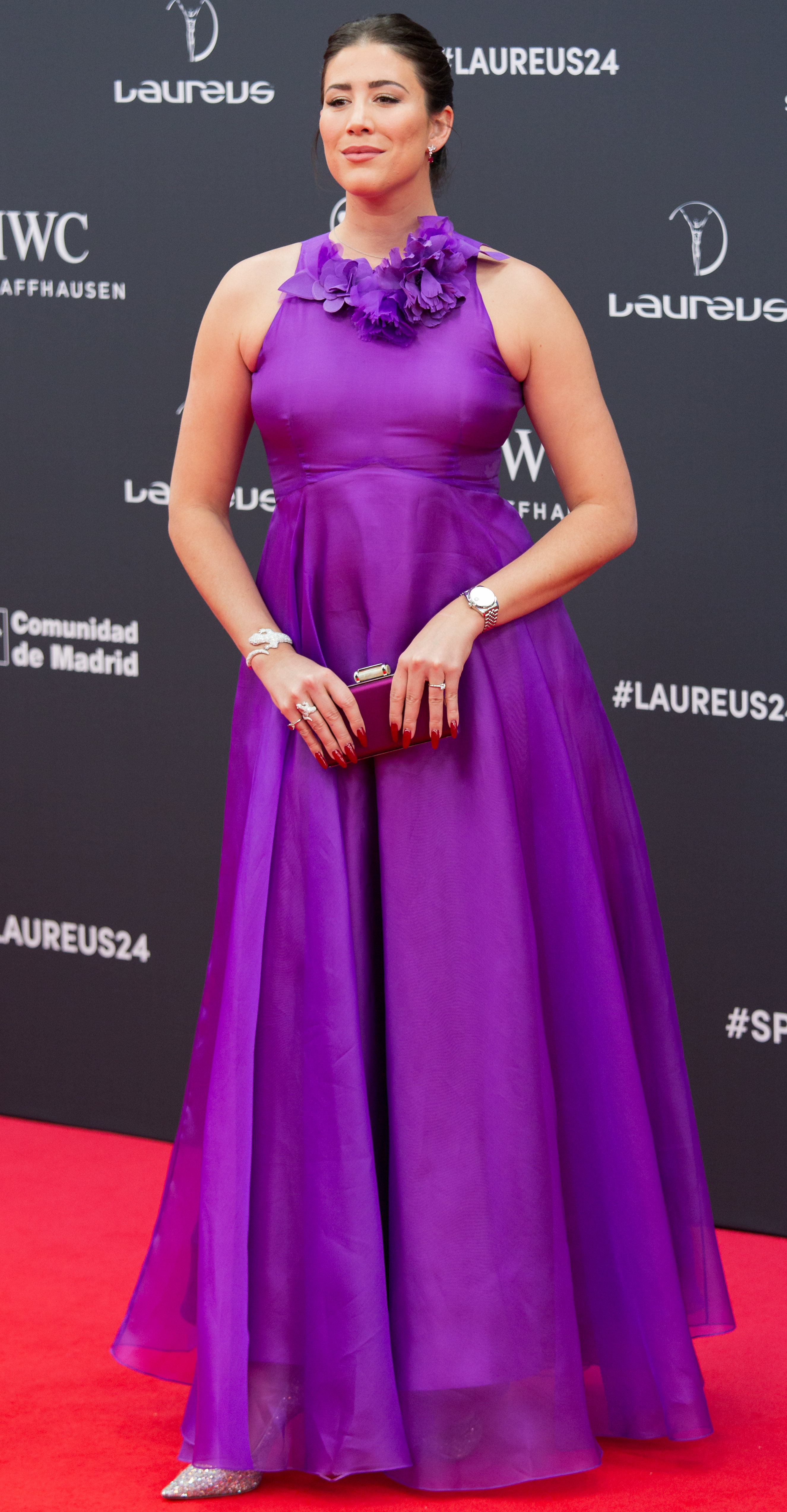
Muguruzaová na předávání cen Laureus 22. dubna 2024, dva dny po ukončení kariéry

Narodila se roku 1993 ve venezuelském hlavním městě Caracasu do rodiny venezuelské matky Scarlet Blancové a baskického otce Josého Antonia Muguruzuay, který pochází z Azkoitie v Gipuzkoe v Baskicku. Má dva bratry, inženýra Asiera a ekonoma Igora Muguruzuaovy. S tenisem začala ve třech letech a její první tenisovou vzpomínkou je hra s bratry. Jako oblíbený úder uvedla servis, za preferovaný povrch pak tvrdý povrch kurtu. Když vyrůstala, byli jejími idoly američtí tenisté Serena Williamsová a Pete Sampras. Mluví španělsky a anglicky.
Na US Open 2021 se poznala se Španělem a Finem Arthurem Borgesem, který ji oslovil během dne volna v Central Parku a popřál štěstí v turnaji. Následně se rozvinul partnerský vztah a Borges se stal členem jejího podpůrného týmu. V květnu 2023 se dvojice zasnoubila.

## Trenérské vedení
- Alejo Mancisidor (leden 2010 – srpen 2015)[108]
- Sam Sumyk (září 2015 – červenec 2019)[109][110][111]
- Conchita Martínezová (červen 2017 – březen 2018,[112] leden 2020 – duben 2023[113])

## Finále na Grand Slamu

### Ženská dvouhra: 4 (2–2)
| Stav       | rok  | turnaj          | povrch | soupeřka ve finále | výsledek      |
| ---------- | ---- | --------------- | ------ | ------------------ | ------------- |
| Finalistka | 2015 | Wimbledon       | tráva  | Serena Williamsová | 4–6, 4–6      |
| Vítězka    | 2016 | French Open     | antuka | Serena Williamsová | 7–5, 6–4      |
| Vítězka    | 2017 | Wimbledon       | tráva  | Venus Williamsová  | 7–5, 6–0      |
| Finalistka | 2020 | Australian Open | tvrdý  | Sofia Keninová     | 6–4, 2–6, 2–6 |

## Finále Turnaje mistryň

### Dvouhra: 1 (1–0)
| Stav    | rok  | turnaj              | povrch | soupeřka ve finále | výsledek |
| ------- | ---- | ------------------- | ------ | ------------------ | -------- |
| Vítězka | 2021 | Guadalajara, Mexiko | tvrdý  | Anett Kontaveitová | 6–3, 7–5 |

### Čtyřhra: 1 (0–1)
| Stav       | rok  | turnaj   | povrch    | spoluhráčka               | soupeřky ve finále               | výsledek |
| ---------- | ---- | -------- | --------- | ------------------------- | -------------------------------- | -------- |
| Finalistka | 2015 | Singapur | tvrdý (h) | Carla Suárezová Navarrová | Martina Hingisová Sania Mirzaová | 0–6, 3–6 |

## Finále na okruhu WTA Tour
| Legenda                                                 |
| ------------------------------------------------------- |
| D – dvouhra; Č – čtyřhra                                |
| Grand Slam (2–2 D)                                      |
| Turnaj mistryň (1–0 D; 0–1 Č)                           |
| Premier Mandatory & Premier 5 / WTA 1000 (3–2 D; 0–3 Č) |
| Premier / WTA 500 (1–2 D; 3–1 Č)                        |
| International / WTA 250 (3–1 D; 2–0 Č)                  |

### Dvouhra: 17 (10–7)
| Stav       | č.  | datum              | turnaj                                | kategorie         | povrch | soupeřka ve finále  | výsledek      |
| ---------- | --- | ------------------ | ------------------------------------- | ----------------- | ------ | ------------------- | ------------- |
| Vítězka    | 1.  | 11. ledna 2014     | Hobart, Austrálie                     | International     | tvrdý  | Klára Zakopalová    | 6–4, 6–0      |
| Finalistka | 1.  | 1. března 2014     | Florianópolis, Brazílie               | International     | tvrdý  | Klára Zakopalová    | 6–4, 5–7, 0–6 |
| Finalistka | 2.  | 11. července 2015  | Wimbledon, Londýn, Spojené království | Grand Slam        | tráva  | Serena Williamsová  | 4–6, 4–6      |
| Finalistka | 3.  | 3. října 2015      | Wu-chan, Čína                         | Premier 5         | tvrdý  | Venus Williamsová   | 3–6, 0–3skreč |
| Vítězka    | 2.  | 11. října 2015     | Peking, Čína                          | Premier Mandatory | tvrdý  | Timea Bacsinszká    | 7–5, 6–4      |
| Vítězka    | 3.  | 4. června 2016     | French Open, Paříž, Francie           | Grand Slam        | antuka | Serena Williamsová  | 7–5, 6–4      |
| Vítězka    | 4.  | 15. července 2017  | Wimbledon, Londýn, Spojené království | Grand Slam        | tráva  | Venus Williamsová   | 7–5, 6–0      |
| Vítězka    | 5.  | 20. srpna 2017     | Cincinnati, Spojené státy             | Premier 5         | tvrdý  | Simona Halepová     | 6–1, 6–0      |
| Finalistka | 4.  | 18. února 2018     | Dauhá, Katar                          | Premier 5         | tvrdý  | Petra Kvitová       | 6–3, 3–6, 4–6 |
| Vítězka    | 6.  | 8. dubna 2018      | Monterrey, Mexiko                     | International     | tvrdý  | Tímea Babosová      | 3–6, 6–4, 6–3 |
| Vítězka    | 7.  | 7. dubna 2019      | Monterrey, Mexiko (2)                 | International     | tvrdý  | Viktoria Azarenková | 6–1, 3–1skreč |
| Finalistka | 5.  | 1. února 2020      | Australian Open, Melbourne, Austrálie | Grand Slam        | tvrdý  | Sofia Keninová      | 6–4, 2–6, 2–6 |
| Finalistka | 6.  | 7. února 2021      | Melbourne, Austrálie                  | WTA 500           | tvrdý  | Ashleigh Bartyová   | 6–7(3–7), 4–6 |
| Finalistka | 7.  | 6. března 2021     | Dauhá, Katar                          | WTA 500           | tvrdý  | Petra Kvitová       | 2–6, 1–6      |
| Vítězka    | 8.  | 13. března 2021    | Dubaj, Spojené arabské emiráty        | WTA 1000          | tvrdý  | Barbora Krejčíková  | 7–6(8–6), 6–3 |
| Vítězka    | 9.  | 3. října 2021      | Chicago, Spojené státy                | WTA 500           | tvrdý  | Ons Džabúrová       | 3–6, 6–3, 6–0 |
| Vítězka    | 10. | 17. listopadu 2021 | Guadalajara, Mexiko                   | Turnaj mistryň    | tvrdý  | Anett Kontaveitová  | 6–3, 7–5      |

### Čtyřhra: 10 (5–5)
| Stav       | č. | datum             | turnaj                         | kategorie         | povrch    | spoluhráčka                | soupeřky ve finále                    | výsledek              |
| ---------- | -- | ----------------- | ------------------------------ | ----------------- | --------- | -------------------------- | ------------------------------------- | --------------------- |
| Vítězka    | 1. | 12. ledna 2013    | Hobart, Austrálie              | International     | tvrdý     | María Teresa Torró Florová | Tímea Babosová Mandy Minellaová       | 6–3, 7–6(7–5)         |
| Vítězka    | 2. | 27. dubna 2014    | Marrákéš, Maroko               | International     | antuka    | Romina Oprandiová          | Katarzyna Piterová Maryna Zanevská    | 4–6, 6–2, [11–9]      |
| Finalistka | 1. | 10. května 2014   | Madrid, Španělsko              | Premier Mandatory | antuka    | Carla Suárezová Navarrová  | Sara Erraniová Roberta Vinciová       | 4–6, 3–6              |
| Vítězka    | 3. | 3. srpna 2014     | Stanford, Spojené státy        | Premier           | tvrdý     | Carla Suárezová Navarrová  | Paula Kaniová Kateřina Siniaková      | 6–2, 4–6, [10–5]      |
| Finalistka | 2. | 20. září 2014     | Tokio, Japonsko                | Premier           | tvrdý     | Carla Suárezová Navarrová  | Cara Blacková Sania Mirzaová          | 2–6, 5–7              |
| Finalistka | 3. | 21. února 2015    | Dubaj, Spojené arabské emiráty | Premier 5         | tvrdý     | Carla Suárezová Navarrová  | Tímea Babosová Kristina Mladenovicová | 3–6, 2–6              |
| Finalistka | 4. | 9. května 2015    | Madrid, Španělsko              | Premier Mandatory | antuka    | Carla Suárezová Navarrová  | Casey Dellacquová Jaroslava Švedovová | 3–6, 7–6(7–4), [5–10] |
| Vítězka    | 4. | 21. června 2015   | Birmingham, Spojené království | Premier           | tráva     | Carla Suárezová Navarrová  | Andrea Hlaváčková Lucie Hradecká      | 6–4, 6–4              |
| Vítězka    | 5. | 26. září 2015     | Tokio, Japonsko                | Premier           | tvrdý     | Carla Suárezová Navarrová  | Čan Jung-žan Čan Chao-čching          | 7–5, 6–1              |
| Finalistka | 5. | 1. listopadu 2015 | Singapur                       | Turnaj mistryň    | tvrdý (h) | Carla Suárezová Navarrová  | Martina Hingisová Sania Mirzaová      | 0–6, 3–6              |

## Finále na okruhu ITF
| Dotace turnajů okruhu ITF | Dotace turnajů okruhu ITF |
| ------------------------- | ------------------------- |
| 100 000 $ tournaments     | 80 000 $ tournaments      |
| 75 000 $ tournaments      | 60 000 $ tournaments      |
| 50 000 $ tournaments      | 25 000 $ tournaments      |
| 15 000 $ tournaments      | 10 000 $ tournaments      |

### Dvouhra: 13 (7–6)
| Stav       | č.  | datum              | turnaj                       | povrch | soupeřka ve finále           | výsledek                |
| ---------- | --- | ------------------ | ---------------------------- | ------ | ---------------------------- | ----------------------- |
| Finalistka | 1.  | 17. května 2009    | Antalya, Turecko             | antuka | Amanda Carrerasová           | 5–7, 5–7                |
| Vítězka    | 1.  | 20. prosince 2009  | Vinaròs, Španělsko           | antuka | Ema Burgićová                | 6–2, 3–0skreč           |
| Finalistka | 2.  | 7. února 2010      | Mallorca, Španělsko          | antuka | Viktorija Kamenská           | 6–7(4–7), 6–3, 2–6      |
| Vítězka    | 2.  | 14. února 2010     | Mallorca, Španělsko          | antuka | Katarzyna Kawaová            | 3–6, 6–2, 6–0           |
| Finalistka | 3.  | 27. března 2011    | Antalya, Turecko             | antuka | Réka Luca Janiová            | 2–6, 1–6                |
| Vítězka    | 3.  | 24. dubna 2011     | Torrent, Španělsko           | antuka | Marina Giralová Loresová     | 6–1, 6–3                |
| Vítězka    | 4.  | 19. června 2011    | Montemor-o-Novo, Portugalsko | antuka | Andrea Gamizová              | 6–4, 6–4                |
| Finalistka | 4.  | 25. června 2011    | Alcobaca, Portugalsko        | antuka | Victoria Larrièreová         | 3–6, 6–3, 3–6           |
| Vítězka    | 5.  | 17. července 2011  | Caceres, Španělsko           | antuka | Çağla Büyükakçay             | 6–4, 6–3                |
| Finalistka | 5.  | 18. září 2011      | Mestre, Itálie               | antuka | Mona Barthelová              | 5–7, 2–6                |
| Vítězka    | 6.  | 13. listopadu 2011 | Benicario, Španělsko         | antuka | Elica Kostovová              | 7–6(7–3), 6–7(4–7), 6–3 |
| Vítězka    | 7.  | 18. března 2012    | Clearwater, Spojené státy    | tvrdý  | Grace Minová                 | 6–0, 6–1                |
| Finalistka | 13. | 22. července 2012  | Bukurešť, Rumunsko           | antuka | María Teresa Torrová Florová | 3–6, 6–4, 4–6           |

### Čtyřhra: 2 (1–1)
| Stav       | č. | datum          | turnaj                          | povrch | spoluhráčka      | soupeřky ve finále                    | výsledek |
| ---------- | -- | -------------- | ------------------------------- | ------ | ---------------- | ------------------------------------- | -------- |
| Finalistka | 1. | 20. září 2009  | Lleida, Španělsko               | antuka | Ximena Hermosová | Sofia Chvacabajová Avgusta Cybyševová | 3–6, 2–6 |
| Vítězka    | 1. | 11. října 2009 | Les Franqueses d. V., Španělsko | äntuka | Ximena Hermosová | Efrat Mišorová Anna Zajová            | 6–2, 6–2 |

## Chronologie výsledků na Grand Slamu

### Dvouhra
| Turnaj          | 2012    | 2013    | 2014    | 2015    | 2016    | 2017    | 2018    | 2019    | 2020    | 2021    | 2022    | 2023    | SR     | V–P   |
| --------------- | ------- | ------- | ------- | ------- | ------- | ------- | ------- | ------- | ------- | ------- | ------- | ------- | ------ | ----- |
| Australian Open | A       | 2. kolo | 4. kolo | 4. kolo | 3. kolo | ČF      | 2. kolo | 4. kolo | F       | 4. kolo | 2. kolo | 1. kolo | 0 / 11 | 27–11 |
| French Open     | 3Q      | 2. kolo | ČF      | ČF      | Vítěz   | 4. kolo | SF      | 4. kolo | 3. kolo | 1. kolo | 1. kolo | A       | 1 / 10 | 29–9  |
| Wimbledon       | 2Q      | 2. kolo | 1. kolo | F       | 2. kolo | Vítěz   | 2. kolo | 1. kolo | NH      | 3. kolo | 1. kolo | A       | 1 / 9  | 18–8  |
| US Open         | 1. kolo | A       | 1. kolo | 2. kolo | 2. kolo | 4. kolo | 2. kolo | 1. kolo | 2. kolo | 4. kolo | 3. kolo | A       | 0 / 10 | 12–10 |
| výhry–prohry    | 0–1     | 3–3     | 7–4     | 14–4    | 11–3    | 17–3    | 8–4     | 6–4     | 9–3     | 8–4     | 3–4     | 0–1     | 2 / 40 | 86–38 |

### Čtyřhra
| Turnaj          | 2013    | 2014    | 2015    | 2016–2023 | SR     | V–P   |
| --------------- | ------- | ------- | ------- | --------- | ------ | ----- |
| Australian Open | A       | 2. kolo | 2. kolo | A         | 0 / 2  | 2–2   |
| French Open     | 1. kolo | SF      | 1. kolo | A         | 0 / 3  | 4–3   |
| Wimbledon       | 1. kolo | 3. kolo | 2. kolo | A         | 0 / 3  | 3–3   |
| US Open         | A       | 3. kolo | 2. kolo | A         | 0 / 2  | 3–2   |
| výhry–prohry    | 0–2     | 9–4     | 3–4     | 0–0       | 0 / 10 | 12–10 |

| Legenda | Legenda                                   | Legenda | Legenda                     |
| ------- | ----------------------------------------- | ------- | --------------------------- |
| SR      | poměr vyhraných turnajů ku všem odehraným | W–L V–P | výhry–prohry                |
| NH      | daný rok se turnaj nekonal                | A       | turnaje se hráč nezúčastnil |
| 1Q / LQ | prohra v (kole) kvalifikace               | 1k / 1R | prohra v daném kole turnaje |
| QF / ČF | prohra ve čtvrtfinále                     | SF      | prohra v semifinále         |
| F       | prohra ve finále                          | Vítěz   | vítězství v turnaji         |

## Výhry nad úřadujícími světovými jedničkami
| č. | světová jednička    | turnaj               | povrch | fáze       | výsledek      | fáze vyřazení |
| -- | ------------------- | -------------------- | ------ | ---------- | ------------- | ------------- |
| 1. | Serena Williamsová  | French Open 2014     | antuka | 2. kolo    | 6–2, 6–2      | čtvrtfinále   |
| 2. | Serena Williamsová  | French Open 2016     | antuka | finále     | 7–5, 6–4      | vítězka       |
| 3. | Angelique Kerberová | Wimbledon 2017       | tráva  | 4. kolo    | 4–6, 6–4, 6–4 | vítězka       |
| 4. | Karolína Plíšková   | Cincinnati Open 2017 | tvrdý  | semifinále | 6–3, 6–2      | vítězka       |

## Postavení na konečném žebříčku WTA

### Dvouhra
| Rok    | 2009 | 2010   | 2011   | 2012   | 2013  | 2014  | 2015 | 2016 | 2017 | 2018  | 2019  | 2020  | 2021 | 2022  | 2023    |
| Pořadí | 687. | ▲ 432. | ▲ 249. | ▲ 104. | ▲ 64. | ▲ 21. | ▲ 3. | ▼ 7. | ▲ 2. | ▼ 18. | ▼ 36. | ▲ 15. | ▲ 3. | ▼ 55. | ▼ 1056. |

### Čtyřhra
| Rok    | 2011 | 2012    | 2013   | 2014  | 2015  | 2016   | 2017   | 2018   | 2019   | 2020   | 2021   | 2022 | 2023 |
| Pořadí | 783. | ▼ 1019. | ▲ 153. | ▲ 16. | ▬ 16. | ▼ 384. | ▼ 466. | ▼ 493. | ▲ 480. | ▼ 503. | ▼ 585. | —    | —    |